# ولي نصر
ولي-رضا نصر (بالإنجليزية: Vali Nasr) هو خبير إيراني أمريكي في الشرق الأوسط والعالم الإسلامي وكاتب وأستاذ السياسة الدولية في مدرسة فليتشر للحقوق والديبلوماسية في جامعة تافتس.

## روابط خارجية
- ولي نصر على موقع IMDb (الإنجليزية)